# Кривко Марія Іванівна
Марія Іванівна Кривко (нар. 12 листопада 1946, с. Вербівка Борщівського району Тернопільської області) — українська музикантка, диригентка, педагогиня. Заслужена працівниця культури України (2006).

## Життєпис
Навчалась у Вербівській школі, потім у Скала-Подільській ЗОШ, де була солісткою учнівського чотириголосого хору. Закінчила Тернопільське музичне училище (1967, диригентсько-хоровий відділ, викладач — Іван Романко), Львівську консерваторію (1985, клас доцента О. Сотничук).
Під час навчання в училищі отримала запрошення співати в Буковинському ансамблі пісні і танцю Чернівецької філармонії від його керівника Андрія Кушніренка.
З 1967 року — викладачка сольфеджіо, хору, вокалу, з 1985 — директорка Бучацької дитячої музичної школи.
Керівниця і диригентка учнівського хору школи, народного вокального жіночого ансамблю вчителів школи, Народної академічної хорової капели районного будинку культури, юнацького хору Колегіуму Святого Йосафата, церкви Воздвиження Чесного Хреста в Бучачі.
У репертуарі — пісні різних жанрів та авторів, зокрема «Якби не квіти та не морози…» Платона Майбороди.
Чоловік Богдан Кривко (трагічно загинув) — музикант, працював, зокрема, керівником духового оркестру Бучацького РБК.

## Відзнаки
- Людина року (в Бучацькому районі) в номінації «Митець року» (2000)
- Почесна грамота Міністерства культури і мистецтв України.[1]